# Bethesda Game Studios Austin
Bethesda Game Studios Austin (ранее BattleCry Studios) — американская компания, специализирующаяся на разработке компьютерных игр, расположенная в Остине, Техас. Была основана 3 октября 2012 года, как дочерняя компания ZeniMax Media. Основателем являлся ветеран игровой индустрии Рич Фогель, покинувший компанию в 2017 году. Специализируется на free-to-play играх.
В мае 2014 года BattleCry Studios анонсировала свою первую игру, BattleCry.
В марте 2018 стало известно о ребрендинге BattleCry в одну из студий Bethesda Game Studios.

## Разработанные игры
| Год  | Заглавие   | Платформа(ы)                               | Примечания                                                         |
| ---- | ---------- | ------------------------------------------ | ------------------------------------------------------------------ |
| 2016 | DOOM       | Microsoft Windows, Xbox One, PlayStation 4 | Совместно с id Software. Занимались многопользовательским режимом. |
| 2018 | Fallout 76 | Microsoft Windows, Xbox One, PlayStation 4 | Совместно с Bethesda Game Studios.                                 |
| TBA  | BattleCry  | Microsoft Windows                          | Заморожена                                                         |